# Языковая биография
Языкова́я биогра́фия, также лингвисти́ческая биогра́фия — биография человека, описанная с точки зрения языков, которые так или иначе повлияли на его жизнь: родного и иных использовавшихся в детстве, выученных во взрослом возрасте намеренно или в силу жизненных обстоятельств и других. В трактовках некоторых исследователей этот термин подразумевает не только фактологическое описание языкового опыта человека, но и его научный анализ, основывающийся на языковых идеологиях информанта и других косвенных свидетельствах.

## Изучение
В книге Н. Б. Вахтина и Е. В. Головко методом лингвистической биографии называется сбор данных об отношении к языку (англ. language attitudes), при котором «информантов расспрашивают о том, как, от кого, в каком возрасте они освоили тот или иной язык, выясняют области, в которых эти языки используются, исследуют их отношение к разным языкам».
Качественные методы изучения языковых биографий конкретных людей зачастую помогают социолингвистам выявить особенности языковой ситуации в том или ином сообществе в целом. Особый интерес представляют биографии многоязычных людей и представителей этнических меньшинств — как замечает эстонская исследовательница Анна Вершик, биография монолингвального представителя языкового большинства чаще всего представляет собой короткие и ясные ответы и не изобилует ценными фактами.
В последние годы также проводятся исследования крайне сложных языковых биографий, формирующихся под влиянием глобализации и миграционных процессов. Эта сфера тесно связана с понятием метролингвизма.